# Aleksandra Goryachkina
Aleksandra Yuryevna Goryachkina (en ruso: Алекса́ндра Ю́рьевна Горя́чкина; Orsk, Rusia, 2 de septiembre de 1998) es una ajedrecista rusa que ostenta el título de Gran Maestro (GM). Es la mujer número 2 en el ranking mundial por clasificación FIDE detrás de Hou Yifan. Con una calificación máxima de 2611, también es la cuarta mujer con la calificación más alta en la historia del ajedrez y la mujer rusa con la calificación más alta de la historia. Goryachkina fue la retadora en el partido por el Campeonato Mundial Femenino de 2020, que perdió en desempates ante Ju Wenjun. También es tres veces campeona femenina de ajedrez de Rusia, lo que logró en 2015, 2017 y 2020.

## Biografía
Goryachkina nació sabiendo ajedrez; su padre es entrenador de ajedrez y sus padres han obtenido una calificación superior a 2200. Rápidamente emergió como un prodigio del ajedrez, ganando las divisiones femeninas sub-10, sub-14 y sub-18 del Campeonato Mundial Juvenil de Ajedrez. También es dos veces campeona mundial juvenil femenina . A la edad de 13 años, Goryachkina se convirtió en la tercera Gran Maestra Femenina (WGM o GMF) más joven de todos los tiempos detrás de Hou Yifan y Kateryna Lagno. Luego se convirtió en la quinta mujer más joven en ganar el título de Gran Maestra cuando era adolescente a principios de 2018. Ingresó por primera vez al top 10 femenino del mundo más tarde ese año, y llegó al top 3 con una actuación dominante para ganar el Torneo de Candidatos de 2019 y clasificarse para el partido por el Campeonato Mundial de 2020.
Algunas de las mejores actuaciones de Goryachkina se produjeron en la liga superior del campeonato ruso abierto, donde anotó 5½/9 tanto en 2018 como en 2020 con un rendimiento de 2713 y 2656, y en la liga superior del campeonato ruso por equipos, donde anotó 6/8 en 2019 por una rendimiento de 2670. También tuvo una rendimiento de 2666 cuando ganó el Torneo de Candidatos de 2019 con una puntuación de 9½/14.

### Infancia y juventud

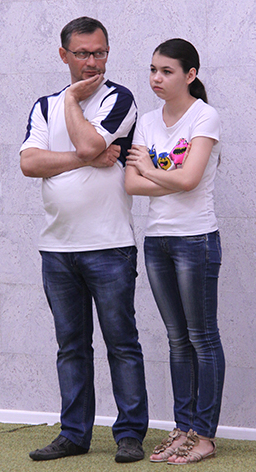
Goryachkina (derecha) con su padre

Aleksandra Goryachkina nació el 28 de septiembre de 1998 en Orsk, Óblast de Oremburgo, Rusia, hija de Larisa Matvienko y Yuri , ambos ajedrecistas experimentados. Su padre en particular es un Maestro FIDE (FM) con un Elo máximo de 2395, y su madre es una candidata rusa a Maestra de Deportes en ajedrez con un Elo máximo de 2210. Su padre también es entrenador de ajedrez y entrenador oficial de la FIDE. Además, Goryachkina tiene una hermana, Oksana, que es 12 años menor y también jugadora de ajedrez.
A pesar de los antecedentes de sus padres, Goryachkina inicialmente no estaba interesada en el ajedrez, sino que prefería actividades como bailar y jugar al tenis de mesa. No obstante, finalmente se interesó más en el ajedrez y comenzó a jugar a la edad de seis años. Cuando Goryachkina estaba en el jardín de infancia, su padre la llevaba a su escuela nocturna de ajedrez para niños. Según su madre, Goryachkina aprendió en gran medida a sí misma a ser una experta mientras observaba las clases de su padre desde un costado. Su padre terminó siendo su primer entrenador. Goryachkina pudo derrotar a su madre en el ajedrez a la edad de nueve años y a su padre poco después. Después de su primer título de campeonato mundial juvenil, Goryachkina y su padre se mudaron a Salekhard, YaNAO en Siberia en 2011 para que pudiera entrenar en la escuela polar de ajedrez Anatoly Karpov, donde su padre también trabajaría como entrenador. Después de aproximadamente un año o más, su madre y su hermana menor se unieron a ellos en Salekhard. En la escuela polar de ajedrez, comenzó a trabajar con Vladimir Belov, un gran maestro (GM) ruso.

## Carrera en el ajedrez

### 2008-14: dos veces campeón mundial juvenil

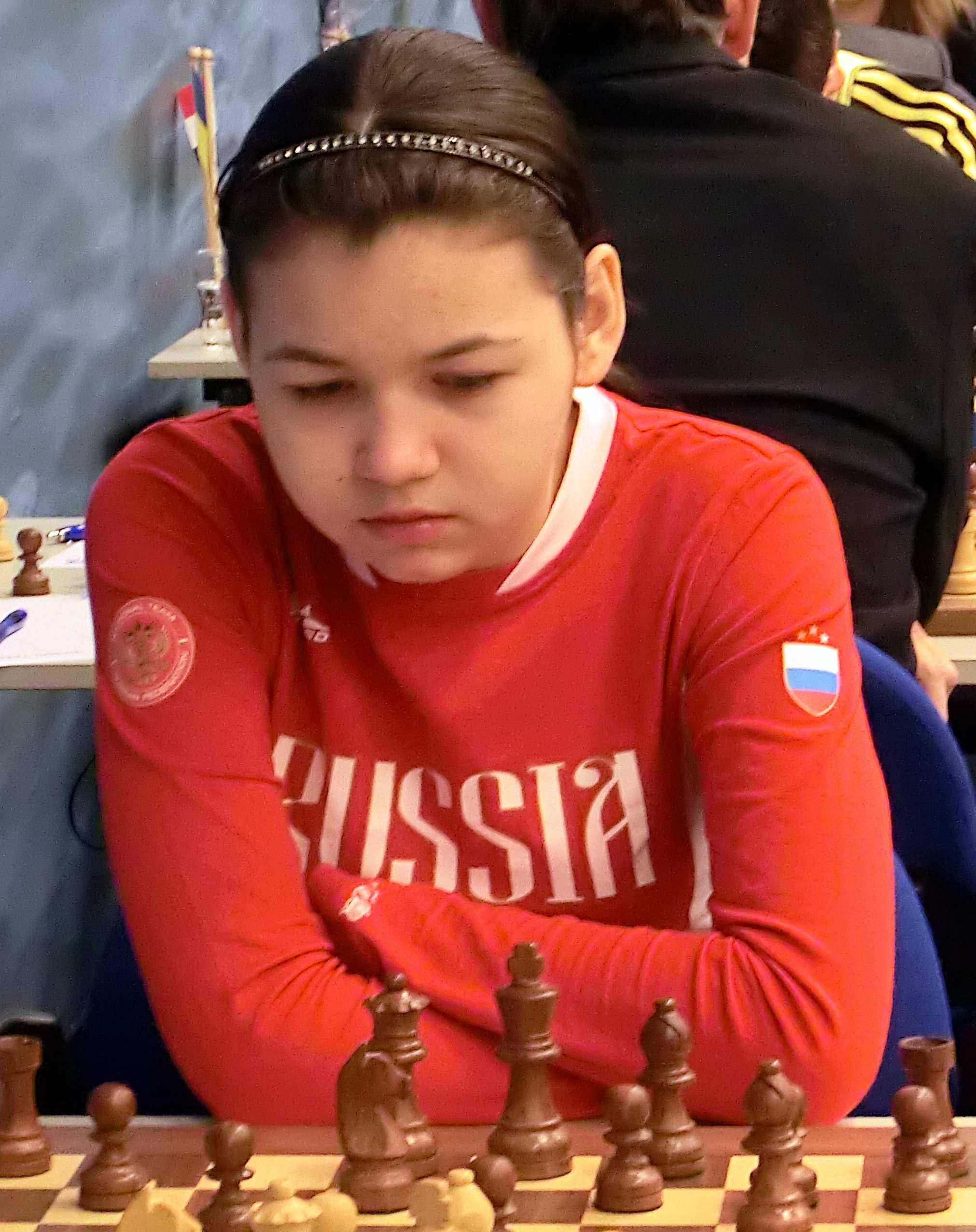
Goryachkina en el Torneo de Ajedrez Tata Steel en 2013

Goryachkina tuvo éxito en los Mundiales Juveniles de Ajedrez desde una edad temprana, generalmente como una de las jugadoras mejor calificadas en estos torneos. Ganó cinco medallas de oro en los campeonatos femeninos, una en el nivel juvenil sub-10 en 2008, el nivel juvenil sub-14 en 2011, y el nivel juvenil sub-18 en 2012; y dos en la categoría juvenil sub-20 en 2013 y 2014 a los 14 y 16 años respectivamente. También ganó una medalla de bronce en el nivel juvenil sub-12 en 2009, terminando 1½ puntos detrás de Sarasadat Khademalsharieh después de 11 rondas. Goryachkina ganó las medallas de oro sub-10, sub-14 y segunda sub-20 como cabeza de serie en estos eventos, y también fue la segunda cabeza de serie en el evento sub-18. Su mejor desempeño en estos torneos llegó en el evento sub-14 de 2011, donde obtuvo un puntaje perfecto de 9/9 . Durante el torneo, derrotó a los siguientes tres finalistas mejor ubicados, incluido la segunda cabeza de serie y medallista de bronce Khademalsharieh. Goryachkina tenía una calificación de 2313 en ese momento en comparación con la calificación de Khademalsharieh de 2215. Khademalsharieh también terminó en segundo lugar detrás de Goryachkina cuando ganó su segundo Campeonato Mundial Juvenil femenino en 2014, terminando 1½ puntos por detrás después de 13 rondas. Goryachkina tuvo un nivel similar de éxito en el Campeonato Europeo Juvenil de Ajedrez . Después de ganar una medalla de plata en el nivel sub-12 en 2009, ganó medallas de oro en tres años consecutivos en el nivel sub-12 en 2010, el nivel sub-14 en 2011, y el nivel sub-18 en 2012.
Goryachkina alcanzó por primera vez una calificación FIDE de 2000 en enero de 2009 a la edad de diez años, ganando 60 puntos de calificación al ganar el evento ruso PriFR sub-18 de 2008. Su salto de audiencia anual más grande tuvo lugar en 2011 a la edad de doce años, cuando subió casi 300 puntos de 2045 a 2333. Habiendo ganado ya el título de Maestra FIDE Femenina (WFM), ganó 48 puntos de rating en el 61° Campeonato Ruso Femenino FL. Luego compitió en su primer Campeonato Europeo de Ajedrez Femenino Individual y anotó 5½/11, destacado por una victoria contra la Mujer Gran Maestra (WGM) Olga Girya . Goryachkina siguió este éxito al llegar en primer lugar en el Abierto de República Checa y en primer lugar en el Memorial de Lyudmila Rudenko , nuevamente ganando alrededor de 48 puntos de calificación en ambos eventos. Con su actuación en el Abierto de República Checa, obtuvo el título de Maestra Internacional Femenina (WIM) y también obtuvo una norma de Gran Maestra Femenina.
Después de su gran año 2011, Goryachkina continuó aumentando constantemente su calificación en 2012, alcanzando 2400 por primera vez en enero de 2013. A principios de 2012, obtuvo dos normas de Gran Maestra Femenina más, la última de las cuales llegó en su segundo Campeonato Europeo de Ajedrez Femenino Individual. Como ya tenía una calificación superior a 2300, se convirtió en una de las Gran Maestra Femenina más jóvenes de la historia en ese momento en marzo de 2012 a la edad de 13 años, 5 meses y 14 días, un poco más de un año detrás de Hou Yifan, quien logró la hazaña en 12 años y 3 meses. Otros dos puntos destacados de principios de año fueron una victoria sobre el GM Davit Petrosian en el Aeroflot Open B de 2012, y un segundo puesto conjunto en el campeonato femenino sub-20 de Rusia. A finales de año, ganó la Copa V. Dvorkovich junior 2012 en un desempate sobre sus compañeros futuros GM Yinglun Ju y Grigoriy Oparin antes de cerrar el año como campeona europea y mundial femenina sub-18, así como la Copa rusa femenina.
Goryachkina mantuvo una calificación en los bajos 2400 durante la mayor parte de 2013 y 2014, alcanzando un máximo de 2441 en diciembre de 2014. Participó en el Torneo Tata Steel C en Wijk aan Zee en enero de 2013, el round-robin abierto de tercer nivel de uno de los torneos de ajedrez anuales más importantes del mundo, anotando cerca del fondo con 3½/13. Eligió competir en la división abierta del campeonato ruso sub-19 y terminó subcampeona con 6½/9. Con su segundo puesto conjunto en la Liga Superior del Campeonato Ruso Femenino, se clasificó para la Superfinal del Campeonato Femenino Ruso por primera vez. Obtuvo 4½/9 por el cuarto lugar conjunto en 2013 y luego obtuvo 5½/9 por el tercer lugar conjunto en 2014. Goryachkina también obtuvo una norma de Maestra Internacional (IM) en 2013 y 2014 en el Campeonato Europeo de Ajedrez Individual Femenino y el Campeonato Europeo de Ajedrez Individual abierto, respectivamente. Además de ganar los Campeonatos Mundiales Juveniles femeninos en 2013 y 2014, ingresó a los eventos abiertos sub-18 en los Campeonatos Mundiales Juveniles y anotó 6½/11 en ambas ocasiones. Durante 2014, derrotó a dos GM calificados por encima de 2600 en Boris Savchenko y Alexander Ipatov .

### 2015-18: dos veces campeona de Rusia

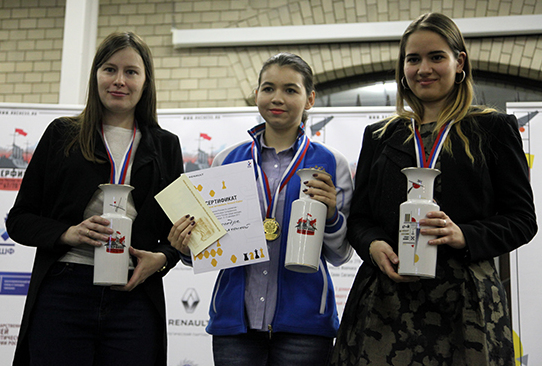
Goryachkina (centro) con los premios de las ganadoras en la Superfinal del Campeonato Femenino Ruso de 2017

Goryachkina estuvo en la cúspide de una calificación de 2500 durante la segunda mitad de 2015 y la logró por primera vez en enero de 2016 a la edad de 17 años. Obtuvo su tercera y última norma de IM en el Campeonato Europeo Individual de 2015 por segundo año consecutivo con una mejor puntuación de 6½/11. Aunque ganaría más normas en los próximos años, nunca recibió oficialmente el título de IM. Goryachkina hizo su debut en el evento eliminatorio del Campeonato Mundial Femenino de Ajedrez en 2015, donde fue eliminada en la segunda ronda por la tercera cabeza de serie Anna Muzychuk . Dos de sus mejores resultados en 2015 llegaron a finales de año en Rusia, donde se convirtió en Campeona Femenina de Rusia y también ganó la Copa de Rusia Femenina por segunda vez. Ganó la Superfinal del Campeonato Femenino de Rusia con una puntuación de 8/11 (+6 -1=4) cuando aún tenía 16 años. Con esta actuación, también obtuvo su primera norma de GM.
Después de cruzar por primera vez 2500, Goryachkina volvió a caer a los 2400 en mayo de 2016 y no volvió a alcanzar los 2500 hasta junio de 2018, aunque nunca cayó por debajo de 2450 en ese lapso de dos años. No ganó más normas de GM en 2016, en el mejor de los casos obtuvo tres normas de IM redundantes adicionales. No pudo repetir la actuación de su año anterior en la Superfinal del Campeonato Femenino Ruso de 2016, solo anotó 5/11. Goryachkina comenzó a mejorar su calificación nuevamente en 2017. Aunque volvió a perder en la segunda ronda del Campeonato Mundial Femenino de Ajedrez, obtuvo una segunda norma de GM en el Campeonato Europeo Individual Femenino. Ganó una medalla de plata en el torneo con una puntuación de 8/11, medio punto por detrás de Nana Dzagnidze. A finales de año, Goryachkina ganó su segundo Campeonato Femenino de Rusia. Derrotó a Natalia Pogonina en un desempate rápido después de que terminaron juntas en primer lugar con 7/11.
Goryachkina volvió a los 2500 en calificación en la segunda mitad de 2018, alcanzando una nueva calificación máxima de 2535 en agosto. En abril, obtuvo su tercera y última norma de GM en el Aeroflot Open A. Durante el torneo, obtuvo 4½/9 (+1–1=7) contra nueve jugadores, todos clasificados entre 2571 y 2625, incluidos ocho GM. Se convirtió en la quinta mujer más joven en ganar el título de Gran Maestra a los 19 años y 5 meses. Como nueva GM, tuvo otro aumento en la calificación en la Liga Superior del Campeonato Ruso en agosto, ganando 26 puntos con una puntuación de 5½/9 y un rendimiento de 2713 contra oponentes con una calificación superior a 2600. Con este aumento en la calificación, también se clasificó entre las 10 mejores mujeres por primera vez. No obstante, perdió en la segunda ronda del Campeonato Mundial Femenino de Ajedrez por tercera edición consecutiva y terminó en tercer lugar en el Campeonato Femenino Ruso.

### 2019-presente: retadora al campeonato mundial

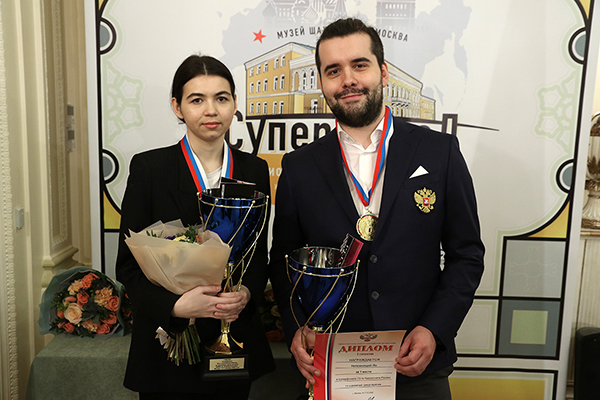
Goryachkina (izquierda) e Ian Nepomniachtchi, ganadores de las secciones abierta y femenina en la Superfinal del Campeonato de Rusia 2020

Goryachkina recuperó la mayoría de los puntos de rating que perdió en los meses anteriores a principios de 2019. En particular, anotó 6½/11 en el Campeonato Europeo de Ajedrez Individual de 2019 en marzo, en particular registrando una victoria contra Rauf Mamedov, quien tenía una calificación de 2701 en ese momento. Luego hizo un gran avance en el Torneo de Candidatas de Mujeres, que estaba siendo revivido junto con la disolución del formato de eliminatorias que se había utilizado durante las últimas dos décadas. Goryachkina ganó el torneo por un amplio margen de 1½ puntos. Anotó 9½/14 y se aseguró la victoria con dos rondas restantes en virtud de tener 9 puntos y una ventaja de 2½ puntos después de doce rondas. Con una calificación de desempeño dominante de 2666, subió al n.º 3 en el mundo solo detrás de Hou Yifan y la actual Campeona Mundial de Ajedrez Femenina Ju Wenjun. También se ganó el derecho de desafiar a Ju por el Campeonato Mundial.
El partido por el Campeonato Mundial Femenino tuvo lugar en enero de 2020, con la primera mitad en China y la segunda mitad en Rusia. En China, Ju y Goryachkina ganaron cada uno una partida con blancas. De vuelta en Rusia, Goryachkina tomó la delantera en la octava partida antes de que Ju ganara partidas consecutivas, la segunda de las cuales fue la única victoria con negras en la partida. Sin embargo, Goryachkina ganó el último juego clásico para enviar el partido a una serie de cuatro juegos rápidos de desempate. Después de que Goryachkina no pudiera convertir buenas oportunidades de ganar en el primer juego de desempate con negras, Ju ganó el tercer juego con blancas. Con los otros tres juegos de desempate que terminaron en empate, Ju ganó el partido y retuvo el título de Campeona Mundial Femenina.
|             | Elo  | Clásico | Clásico | Clásico | Clásico | Clásico | Clásico | Clásico | Clásico | Clásico | Clásico | Clásico | Clásico | Desempates | Desempates | Desempates | Desempates | Puntos |
| 1           | Elo  | 2       | 3       | 4       | 5       | 6       | 7       | 8       | 9       | 10      | 11      | 12      | R1      | R2         | R3         | R4         |            | Puntos |
| ----------- | ---- | ------- | ------- | ------- | ------- | ------- | ------- | ------- | ------- | ------- | ------- | ------- | ------- | ---------- | ---------- | ---------- | ---------- | ------ |
| Ju          | 2584 | ½       | ½       | ½       | 1       | 0       | ½       | ½       | 0       | 1       | 1       | ½       | 0       | ½          | ½          | 1          | ½          | 6 (2½) |
| Goryachkina | 2578 | ½       | ½       | ½       | 0       | 1       | ½       | ½       | 1       | 0       | 0       | ½       | 1       | ½          | ½          | 0          | ½          | 6 (1½) |

Antes del partido por el Campeonato Mundial, Goryachkina jugó las dos primeras etapas del Gran Prix Femenino de la FIDE 2019-21 . Terminó en segundo lugar conjunto en el partido de ida en Skolkovo en septiembre detrás de Koneru Humpy . En el siguiente tramo en Mónaco en diciembre, terminó en primer lugar junto con Koneru y Alexandra Kosteniuk, desperdiciando una oportunidad de quedar clara primero con una derrota en la última ronda ante Koneru. Después del partido por el Campeonato del Mundo, volvió a terminar en primer lugar conjunto en Lausana en marzo, esta vez con Nana Dzagnidze, quien ganó según el criterio de desempate. Con dos primeros puestos conjuntos y un segundo puesto conjunto, Goryachkina finalmente ganó el Gran Prix general con más de 100 puntos que Koneru, quien se perdió la última de sus tres etapas en medio de la pandemia de COVID-19. Goryachkina no jugó otro partida hasta octubre debido a la pandemia, manteniendo una calificación de 2582, la mejor de su carrera en ese momento. Reanudó la competencia en la Liga Superior del Campeonato de Rusia, donde igualó su resultado de 2018 con una puntuación de 5½/9 y una calificación de rendimiento de 2656 para ocupar el puesto número 2 en el ranking femenino por primera vez. Goryachkina terminó el año ganando su tercera Superfinal del Campeonato Femenino Ruso, derrotando a Polina Shuvalova en un juego de desempate Armageddon con blancas después de que terminaron juntas en primer lugar con 8/11.
En junio/julio de 2021, Goryachkina anotó 6,5/9 en la Liga Superior del Campeonato Abierto de Rusia. Con este resultado, se clasificó para la 74.ª Superfinal del Campeonato Ruso.

## Competiciones por equipos

### Eventos juveniles
El primer éxito del equipo juvenil de Goryachkina fue en el Campeonato de Europa por equipos femenino sub-18 en 2012, cuando llevó a Rusia a una medalla de oro tras anotar 3/3 en el tablero superior . Jugó el segundo tablero en la Olimpiada de Ajedrez sub-16 en 2014, donde Rusia terminó en segundo lugar detrás de India por una medalla de plata. Individualmente, Goryachkina terminó cuarta en el segundo tablero y ganó la medalla de oro femenina. También ganó un premio a la brillantez por su partida de séptima ronda con negras contra Cemil Can Ali Marandi por sacrificar peligrosamente una torre y un caballo en el flanco de rey.

### Eventos internacionales

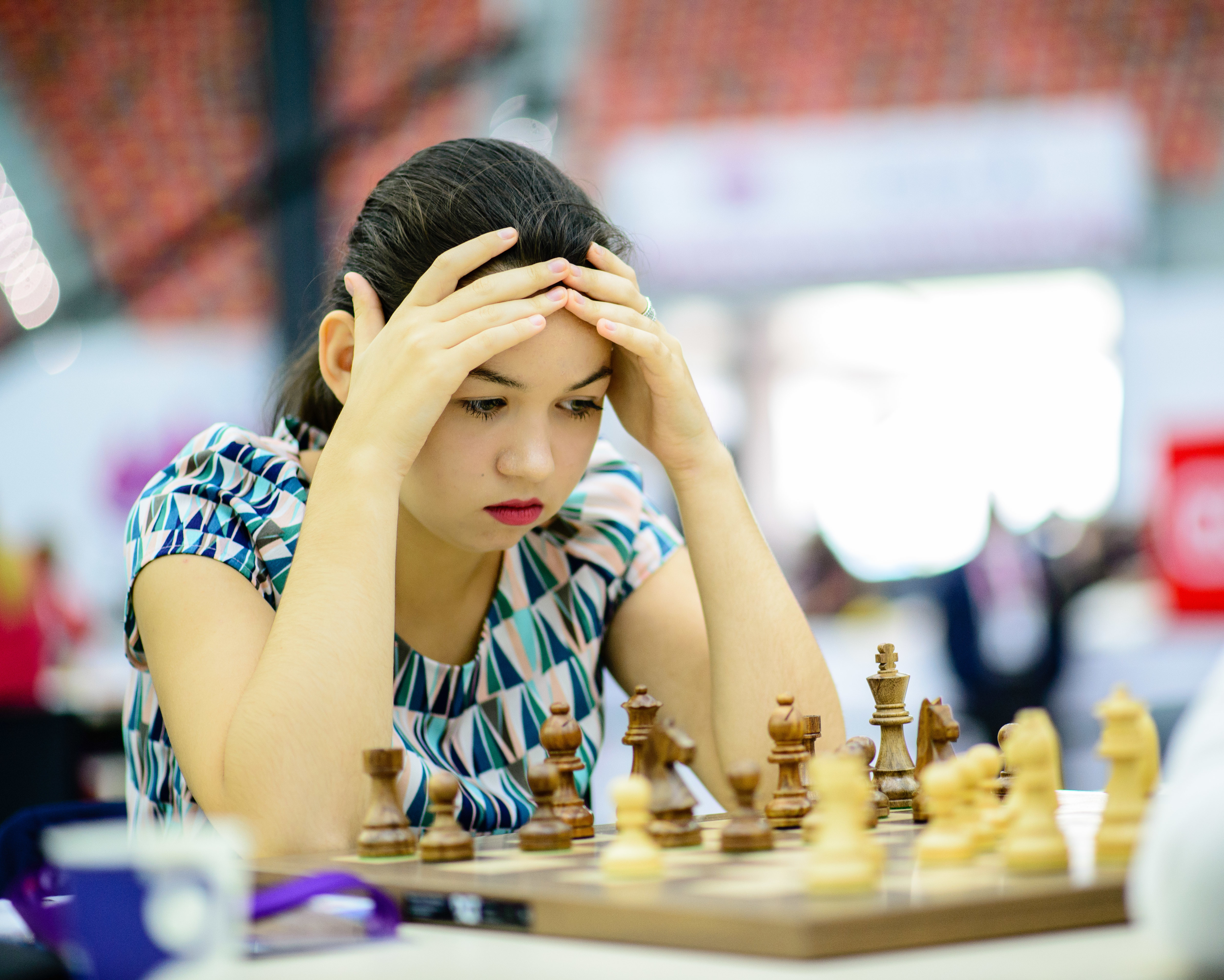
Goryachkina en la Olimpiada de Ajedrez de 2016

Goryachkina ha representado a Rusia en los eventos femeninos en el Campeonato Europeo por Equipos, el Campeonato Mundial por Equipos y la Olimpiada de Ajedrez . Hizo su debut en el equipo nacional femenino en el tablero de reserva en el Campeonato Europeo de Ajedrez por Equipos de 2013, anotando 2½/5 para ayudar a Rusia a ganar una medalla de plata detrás de Ucrania. Su próximo gran evento de selecciones nacionales fue el Campeonato Mundial Femenino por Equipos de 2015, donde anotó 5/7 para ganar una medalla de plata en el cuarto tablero. Rusia también ganó la medalla de plata en la competencia detrás de Georgia. Más adelante en el año, jugó el tercer tablero en el Campeonato Europeo Femenino por Equipos, ganando medallas de oro tanto individuales como por equipos.
Goryachkina hizo su debut en la Olimpiada de Ajedrez en 2016 en el tercer tablero. Ella no tuvo un buen desempeño, anotó 4.5/9 para una calificación de desempeño de 2328 cuando la rusa terminó con un lugar fuera de las medallas. En su segundo Campeonato Mundial por Equipos en 2017, Goryachkina ganó su primer oro por equipos en el evento, jugando en el cuarto tablero detrás de Alexandra Kosteniuk, Kateryna Lagno y Valentina Gunina . Ganó una medalla de bronce en el cuarto tablero. Rusia ganó otra medalla de oro en el Campeonato Europeo por Equipos a finales de año, con Goryachkina jugando nuevamente en el cuarto tablero.
Por segunda Olimpiada de Ajedrez consecutiva, Rusia terminó en cuarto lugar en 2018 . No obstante, Goryachkina ganó una medalla esta vez, ganando el bronce en el segundo tablero mientras jugaba solo detrás de Kosteniuk. En el Campeonato Mundial por Equipos de 2019, Rusia ganó la medalla de plata detrás de China. A pesar de ese subcampeonato, Rusia ganó su tercer Campeonato Europeo por Equipos consecutivo en su próximo evento. Goryachkina jugó en el tablero superior para Rusia por primera vez, ubicándose quinta individualmente en el tablero superior.

## Logros históricos
Goryachkina es la cuarta mujer mejor calificada en la historia del ajedrez, habiendo alcanzado una calificación FIDE máxima de 2611 en agosto de 2021. Las únicas mujeres que han obtenido una calificación más alta que ella son Judit Polgár, Hou Yifan y Koneru Humpy en orden de calificación. También es la mujer rusa mejor calificada en la historia del ajedrez, por delante de las hermanas Nadezhda y Tatiana Kosintseva, quienes alcanzaron su punto máximo cerca de 2580.

## Vida personal
Además de jugar en torneos, Goryachkina está muy involucrada en la enseñanza del ajedrez. Trabaja en la escuela de ajedrez de su padre en Salekhard como ayudante de bibliotecaria y también da clases magistrales. Aunque desde entonces ha enseñado principalmente en persona, permanece activa en la plataforma de Discord para mejorar sus habilidades en inglés. Goryachkina es una apasionada de la cosmetología y la música clásica.